# 穷查理宝典
《穷查理宝典》（英語：Poor Charlie's Almanack）是美国投资家查理·芒格的演讲稿和谈话集，由彼得·考夫曼编纂。简体中文译本译者是李继宏。第一版在2005年出版，第三版在2008年出版。

## 内容梗概
查理·芒格是伯克希尔·哈撒韦公司长期任职的副董事长。《穷查理宝典》集中了他的投资思想，而不是他那句名言“我没有什么要补充的”。
查理·芒格是本杰明·富兰克林的崇拜者，这本书的书名是對本杰明·富兰克林《穷理查的年鉴》的致敬。
《穷查理宝典》的净收入捐给了加利福尼亚州圣马力诺亨廷顿图书馆的芒格研究中心。

## 章节
- 中文版序言
- 鸣谢
- 序言、巴菲特论芒格
- 驳辞、芒格论巴菲特
- 导读、彼得·考夫曼
- 第一章：查理·芒格传略；歌颂长者：芒格论晚年；忆念：晚辈谈芒格
- 第二章：芒格的生活、学习和决策方法
- 第三章：芒格主义：查理的即席谈话（2001年至2006年在伯克希尔·哈撒韦公司和西科金融公司年会上的谈话摘录）
- 第四章：查理十一讲
  - 第一讲、在哈佛学校毕业典礼上的演讲
  - 第二讲、论基本的、普世的智慧
  - 第三讲、论基本的、普世的智慧（修正稿）
  - 第四讲、关于现实思维的现实思考
  - 第五讲、专业人士需要更多的跨学科技能
  - 第六讲、一流慈善基金的投资实践
  - 第七讲、在慈善圆桌会议早餐会上的讲话
  - 第八讲、2003年的金融大丑闻
  - 第九讲、论学院派经济学
  - 第十讲、在南加州大学GOULD法学院毕业典礼上的演讲
  - 第十一讲、人类误判心理学
- 查理·芒格的推荐书目
- 文章、报道与评论
- 索引
- 查理·芒格年谱